# Drahonín
Drahonín (en allemand : Drahonin) est une commune du district de Brno-Campagne, dans la région de Moravie-du-Sud, en République tchèque. Sa population s'élevait à 128 habitants en 2020.

## Géographie
Drahonín se trouve à 13 km au nord-ouest de Tišnov, à 35 km au nord-ouest de Brno et à 152 km au sud-est de Prague.
La commune est limitée par Střítež et Sejřek au nord, par Olší à l'est, par Skryje et Tišnovská Nová Ves au sud, et par Žďárec, Strážek et Moravecké Pavlovice à l'ouest.

## Histoire
La première mention écrite du village date de 1208.